# بذيرة جيرية كاليفورنية
بذيرة جيرية كاليفورنية (الاسم العلمي:Coccolithus californicus) هي نوع من الأسناخ الصبغية يتبع جنس البذيرة الجيرية من الفصيلة البذيرية الجيرية.